# Carl Vaugoin
Karl Vaugoin né le 8 juillet 1873 à Vienne et mort le 10 juin 1949 à Krems, est un homme d'État autrichien. Président du Parti chrétien-social, il est chancelier fédéral d'Autriche pour quelques semaines en 1930.